# Seututie 962
Pour les articles homonymes, voir Route 962.
La route régionale 962 (finnois : Seututie 962) est une route régionale allant de Kemijärvi à Sodankylä en Finlande.

## Description
La route régionale 962 est une route régionale d'une longueur de 53 kilomètres.
La route bifurque de la route nationale 5 à Vuostimo dans la municipalité de Kemijärvi, elle passe par Pyhätunturi et Luosto et se termine à son intersection route nationale 4 à Torvinen dans la municipalité de Sodankylä.

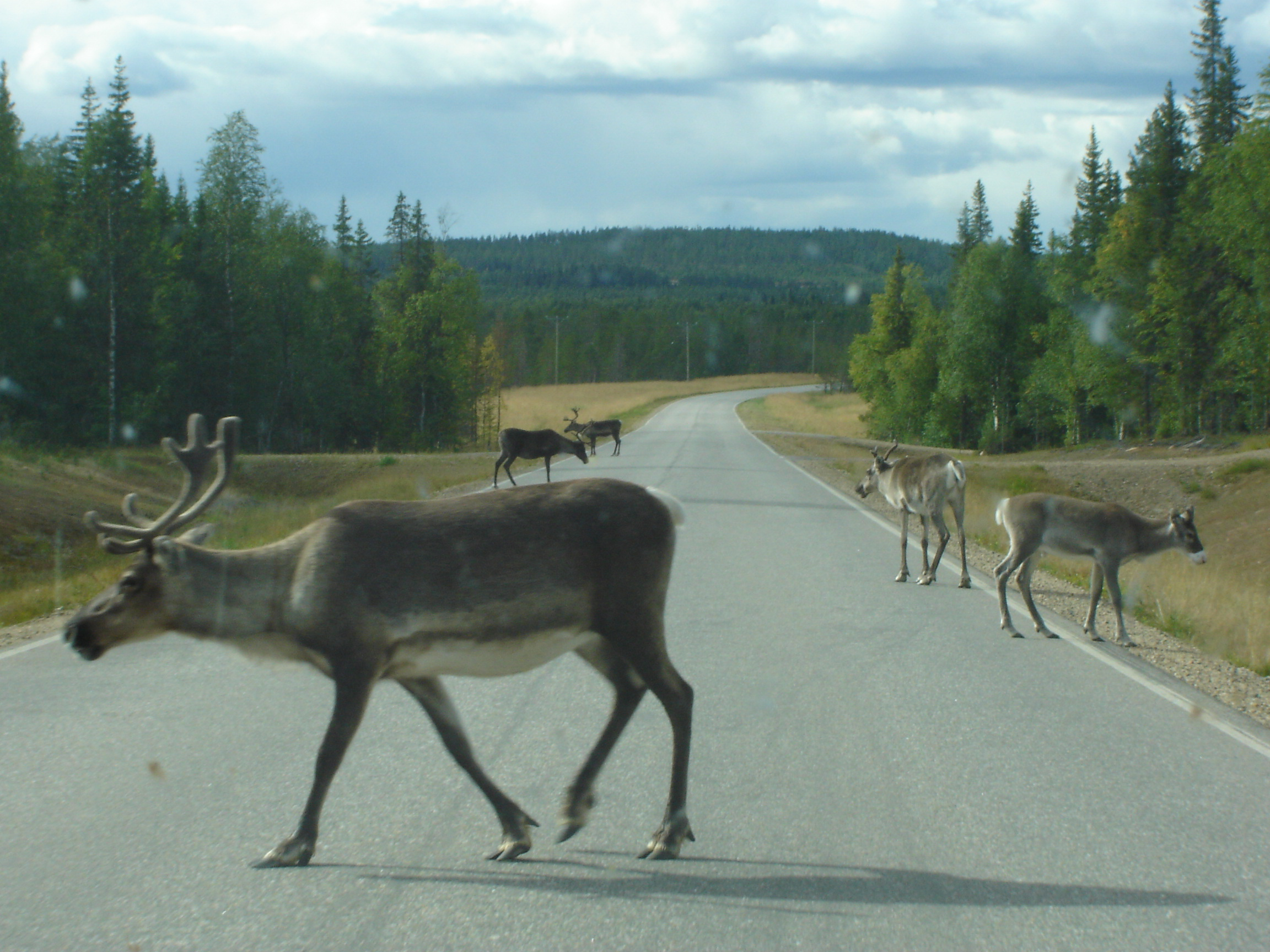
Rennes sur la route 962 près de Sodankylä.